# Svinška planina
Svinška planina (tudi Svinečka planina ali Svinja planina ali Svinjska planina, nemško Saualpe) je sredogorski masiv na Koroškem, del avstrijskih osrednjih Alp. Svinška planina se razprostira v smeri sever - jug vse do Dravske doline in Velikovca in na več mestih preseže nadmorsko višino 2000m. Vzporedno z njo na vzhodu leži Labotska dolina, še nekoliko vzhodneje pa v isti smeri poteka gorovje Golica (nemško Koralpe).  Južna pobočja Svinške planine, z vasmi Djekše, Kneža in Krčanje, so bila tradicionalno del strnjenega slovenskega poselitvenega območja Južne Koroške in so še danes v precejšnji meri dvojezična.

## Ime
Izvorno slovensko ime Svinška planina (tudi Svinečka planina) izhaja iz svinca (Pb), ki so ga nekoč izkopavali na vsem področju planine. Enak izvor ima tudi slovensko poimenovanje za kraj Svinec (nemško Eberstein), ki leži ob zahodnem vznožju planine. Staro slovensko ime Svinška planina je bilo najprej v novem veku napačno prevedeno v nemščino kot Saualpe (iz nemškega Sau = svinja), nato pa v obdobju moderne topografske in jezikovne zmešnjave na Koroškem ponovno napačno prevedeno nazaj iz nemščine v slovenščino kot Svinja planina.